# Castísimo Corazón de San José

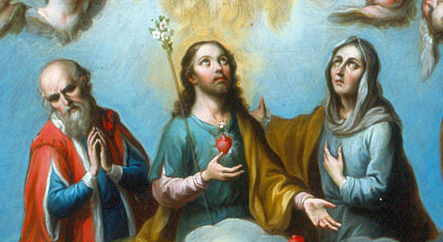
San José representado con su Castísimo Corazón junto a Joaquín y Ana. Imagen de Juan Patricio Morlete Ruiz

El Castísimo Corazón de José ( latín : Cor Iosephi Purissimum ) es una devoción católica referida al corazón de San José, siendo venerado como un "hombre justo",  destacando particularmente su papel virtuoso como imagen de Dios Padre .  Abarca la devoción de José y su amor por la Santísima Trinidad, incluyendo un profundo amor por su hijo Jesucristo, por la Virgen María y por toda la humanidad.  Destaca especialmente su amor a María de forma casta y virginal . El Casto Corazón de José está representado inflamado de amor y adornado con un lirio blanco que representa la pureza. 

Respecto a la necesidad de devoción al Castísimo Corazón de San José y los símbolos que se entrelazan con él, la Hermana Mildred Mary Neuzil relata una experiencia mística que tuvo con San José el 18 de marzo de 1958:

Representación del corazón de San José.

Entonces vi su corazón más puro. Parecía estar sobre una cruz marrón. Me pareció que en lo alto del corazón, entre las llamas que emanaban de él, había un lirio de color blanco puro. Entonces oí las siguientes palabras: «Mira este corazón puro, tan agradable a Aquel que lo creó».
San José continuó: 
La cruz, hijita mía, sobre la que reposa mi corazón es la cruz de la Pasión, que siempre ha estado presente ante mí, causándome un intenso sufrimiento. Deseo que las almas vengan a mi corazón para aprender la verdadera unión con la voluntad divina.
A diferencia de las del Sagrado Corazón de Jesús y el Inmaculado Corazón de María, no existe un culto litúrgico al Casto Corazón de José, y por lo tanto se reserva para ser una devoción privada.  